# Paul Mus
Paul Mus est un orientaliste français, né à Bourges le 1er juin 1902 et mort dans le village de Murs dans le Vaucluse en 1969. Il a consacré l'essentiel de son œuvre à l'Inde et à l'Asie du Sud-Est. Membre de l'École française d'Extrême-Orient à partir de 1926, il est élu professeur au Collège de France en 1946.
Il est considéré comme l'un des plus grands spécialistes des religions de l'Asie du Sud-Est dans le monde. Son étude du temple de Borobudur, publiée en 1934, rééditée en 1977, demeure un classique.

## Biographie
Né dans une famille d'enseignants, toute l’enfance de Paul Mus se déroule en Cochinchine, en banlieue de Saigon, dans le milieu des « petits blancs » de l'Indochine française. Il est scolarisé à l'école primaire de ses parents, puis il revient en France pour faire ses études. Élève de khâgne au lycée Henri-IV, il a pour maître le philosophe Alain. Il se tourne vers l'orientalisme et devient disciple de Sylvain Lévi en sanskrit et tibétain, d'Arnold Vissière et Paul Pelliot en chinois. Il apprend également le siamois (comme on appelle alors le thaï) et le vietnamien qu'il utilisait déjà.
Il devient membre de l'EFEO (École française d'Extrême-Orient) en 1927, soutient en 1933 une thèse de doctorat très remarquée sur Borobudur.
En 1937, il est nommé directeur d'études à la Ve section de l'École pratique des hautes études.
Pendant la Seconde Guerre mondiale, Mus est mobilisé et combat notamment sur la Loire en juin 1940. Puis, démobilisé, il est envoyé en mission en Afrique par le gouvernement de Vichy. Après le débarquement des Alliés, il est remobilisé et suit un entraînement chez les commandos britanniques à Ceylan puis est parachuté en Indochine du nord, au Tonkin, en tant que Commissaire de la République, tout comme Jean Sainteny et Pierre Messmer, pour le compte de la Résistance. Lors du coup de force japonais du 9 mars 1945, il est à Hanoï et travaille pour le compte des services spéciaux. Il échappe aux Japonais, rejoint à pied Son La, puis Kunming grâce à la complicité des paysans vietnamiens avec lesquels il a grandi. Kunming était le centre opérationnel du Détachement 101 de l'OSS et Quartier Général des forces alliées en Chine du Sud.
En 1945, il sert de conseiller politique auprès du général Leclerc et est à ses côtés lors de la signature de la reddition japonaise sur le USS Missouri en baie de Tokyo. Il est à Tokyo lors de la première nuit du débarquement pacifique du premier détachement des US Marines. Il est témoin de la discipline japonaise de la région militaire de Tokyo et remarque que les soldats nippons auraient pu facilement repousser ce débarquement.
Il devient conseiller du gouvernement de Charles de Gaulle pour l'Indochine mais se rend compte très tôt de la puissance du nationalisme vietnamien moderne, puisqu'il a grandi et vécu dans leurs villages, chez eux, ce qui l'incite à prôner une politique de décolonisation pour la France, rendue publique dans ses articles publiés dans le journal Témoignage chrétien à la fin des années 1940 .
En 1946, il obtient la chaire de civilisations d'Extrême-Orient au Collège de France. Au début de la guerre d'Indochine, il est le conseiller d'Émile Bollaert, le haut-commissaire à l'Indochine française. Partisan de la négociation avec le Việt Minh, il tente de relancer les pourparlers avec les indépendantistes et rencontre à cet effet Hô Chi Minh, alors dans la clandestinité. Mais ses tentatives de ramener la paix échouent, les conditions du Việt Minh étant trop élevées, et incompatibles avec celles de la France qui exige au préalable l'arrêt des violences. Il est alors nommé, en métropole, directeur de l'École nationale de la France d'outre-mer. Quelques années plus tard, il accepte d'assumer parallèlement un enseignement à l'université Yale.
À la suite de la publication en juillet 1949 du récit de Jacques Chegaray par le journal Témoignage chrétien sur l'utilisation de la torture par l'Armée, Paul Mus écrit une série d'essais condamnant la torture (dont le premier est intitulé « Non, pas ça ! »),. 
Paul Mus devient surtout célèbre pour son livre sur le Viêt Nam en guerre : Viêt Nam, sociologie d'une guerre (Seuil, 1952). Pour la rédaction de cet ouvrage, Mus s'est appuyé sur ses expériences de vie et sur les travaux de Nguyên Van Huyên.
Comme Nguyên Van Huyên, Paul Mus a travaillé sous la direction de Marcel Mauss, Lucien Lévy-Bruhl, Marcel Granet et Jean Przyluski. L’influence de ces maîtres se reconnaît dans les études respectives des deux chercheurs : les cultes indigènes et indiens au Champa pour Mus et les thèses de doctorat (sur les chants alternés des garçons et des filles en Annam, et sur l'Habitat sur pilotis en Asie du Sud-Est) pour Huyên. Dans ces travaux, Mus et Huyên appliquent l’hypothèse d’une civilisation de l’Asie des Moussons pré-indienne et préchinoise.
Il est très affecté par la mort en 1960 de son fils Émile, sous-lieutenant, tué au combat en Algérie pendant la Guerre d'Algérie.

## Héritage intellectuel
De par ses écrits sur la guerre du Viêt Nam et ses enseignements aux États-Unis, Paul Mus a inspiré de nombreux chercheurs américains des années soixante dans leur analyse de la guerre du Viêt Nam.
Son œuvre a fait l'objet d'une journée d'études en France à l'ENS de Lyon le 7 mai 2004. L'Institut d'Asie orientale à Lyon conserve une partie de ses archives.

## Principales publications
- « Études indiennes et indochinoises. L'inscription à Valmiki de Prakaçadharma. Le Buddha paré, son origine indienne, çakyamuni dans le Mahayanisme moyen », BEFEO (Bulletin de l'École Française d'Extrême-Orient) 28/1-2, p. 81-247, 1928.
- « Cultes indiens et indigènes au Champa », BEFEO 33/1, p. 367-410, 1933.
- « Barabudur. Esquisse d'une histoire du bouddhisme fondée sur la critique archéologique des textes », Hanoï, [1re éd. dans BEFEO 32/1, p. 269-439 ; 33, p. 577-980 ; et 34, p. 175-400.), 1935.
- « La mythologie primitive et la pensée de l'Inde », Bulletin de la société française de philosophie, mai-juin, p. 83-126, 1937.
- « La notion de temps réversible dans la mythologie bouddhique », Paris, EPHE École Pratique des Hautes Études), Ve section, Annuaire 1938-39, p. 5-78, 1938.
- La lumière sur les six voies, Paris, Institut d'ethnologie (Travaux et mémoires de l'Institut d'ethnologie, 35), 330 pages, 1939.
- Le Viêt Nam chez lui, Centre d'études de politique étrangère, Paul Hartmann, éditeur, 11 rue Cujas, Paris - V°, 58 pages, 1946.
- Viêt-Nam, sociologie d'une guerre, Paris, Éditions du Seuil, coll. Esprit / Frontière ouverte, 1952. Sans doute son œuvre la plus connue.
- Le Destin de l'Union française, Paris, Éditions du Seuil, coll. Esprit / Frontière ouverte, 1954.
- « Le sourire d'Angkor. Art, foi et politique bouddhiques sous Jayavarman VII », Artibus Asiae, 24/3-4, p. 363-381, 1961.
- Guerre sans visage, Paris, Éditions du Seuil, coll. Esprit / La condition humaine, 1961.
- « Du nouveau sur Rgveda X 90 ? Sociologie d'une grammaire », in Indological Studies in Honor of W. Norman Brown, American Oriental Series, vol. 47, p. 165-185, 1962.
- « Un cinéma solide. L'intégration du temps dans l'art de l'Inde et l'art contemporain », Arts asiatiques 10/1, p. 21-34, 1964.
- Hô Chi Minh, le Viêt Nam, l'Asie, Paris, Éditions du Seuil, coll. L'Histoire immédiate, 1971 (publication posthume).
- Les Vietnamiens et leur révolution, Paris, Éditions du Seuil, 1972 (reprise partielle de Viêt Nam, sociologie d'une guerre, publication posthume).